# Chiesa di Nostra Signora di Montserrat (Buenos Aires)
La chiesa di Nostra Signora di Montserrat (in spagnolo: Iglesia de Nuestra Señora de Montserrat) è un edificio di culto cattolico di Buenos Aires, capitale dell'Argentina. È situata nel quartiere centrale di Monserrat che prende il nome proprio dalla chiesa.

## Storia e descrizione
Nel 1755 Juan Pedro Sierra, un catalano proprietario di una fattoria nei dintorni, ottiene il permesso di costruire una cappella dedicata a Nostra Signora di Montserrat. Nel 1769 venne decretata la costruzione, sul sito occupato dalla cappella, di una nuova chiesa ad opera dell'architetto italiano Antonio Marsella. Tra il 1860 ed il 1864 fu costruito il tempio attuale su progetto dell'architetto Scolpini. La chiesa fu consacrata il 10 settembre 1865.
Fu dichiarata monumento nazionale argentino il 20 ottobre 1978.
La chiesa presenta un aspetto neoclassico, con elementi bizantineggianti. La sezione centrale della facciata si richiama ai templi greci ed è sorretta da quattro colonne joniche. Gli interni, suddivisi in tre navate scandite da una serie di pilastri, sono decorati con pitture realizzate alla fine del XIX secolo.